# Список актёров озвучивания мультсериала «Гриффины»
«Гриффины» — американский мультсериал, транслирующийся с 1999 года по настоящее время (август 2024). Шестерых его главных героев озвучивают четыре актёра, остальных — многочисленные постоянные актёры и приглашённые «звёзды». Многие актёры озвучивают нескольких персонажей.
Ниже перечислены актёры и их роли в этом мультсериале по состоянию на конец 22-го сезона (17 апреля 2024 года).
Двое актёров в 2000—2009 годах получили премии «Энни» и «Прайм-таймовая премия „Эмми“» за озвучивание разных персонажей мультсериала.

## Основной состав
С 1-го по 4-й сезон в «Гриффинах» было четверо главных героев и, соответственно, четыре основных актёра озвучивания; с 5-го сезона их стало пятеро. Актриса, озвучивавшая Мег Гриффин, была заменена после 1-го сезона.
Сет Макфарлейн
Создатель мультсериала Сет Макфарлейн озвучивает четверых его главных персонажей: это Питер Гриффин, Стьюи Гриффин, Брайан Гриффин и Гленн Куагмаер. Макфарлейн решил озвучить этих персонажей сам, полагая, что ему будет легче воспроизвести голоса, которые он уже придумал, чем поручать это кому-то другому. Макфарлейн черпал вдохновение для создания голоса Питера из разговора охранника, который он подслушал, когда учился в Род-Айлендской школе дизайна. Голос Стьюи был основан на голосе английского актера Рекса Харрисона, особенно на его роли в музыкально-драматическом фильме 1964 года «Моя прекрасная леди». Голос Гленна Куагмаера основан на радиорекламе 1940-х и 1950-х годов. Брайана Макфарлейн озвучивает своим обычным голосом. Также он озвучивает множество постоянных (например, телеведущего Тома Такера, отца Лоис Картера Пьютершмидта, доктора Хартмана) и «разовых» персонажей. Макфарлейн — единственный в команде, кто озвучил хотя бы одного персонажа в каждом эпизоде (по состоянию на лето 2024 года их вышло 424).
Алекс Борштейн
Алекс Борштейн озвучивает Лоис Гриффин, её мать Барбару Пьютершмидт, «азиатскую корреспондентку» Тришу Таканава, Лоретту Браун. Борштейн пригласили принять участие в озвучивании мультсериала с первого эпизода, и она согласилась, хотя в то время много времени уделяла работе в комедийном скетч-шоу «Безумное телевидение». При этом она не была знакома с Сетом Макфарлейном и даже не видела ни одной его работы. В первых сериях голос Лоис был медленный и глубокий, но потом Макфарлейн сказал Алекс: «Сделай её чуть менее раздражающей… и ускорься, иначе каждый эпизод будет длиться четыре часа».
Сет Грин
Сет Грин озвучивает, в основном, Криса Гриффина и Нила Голдмана. Грин сказал, что во время прослушивания он впечатлялся персонажем Буффало Билл из триллера «Молчание ягнят» (1991). Главным источником вдохновения для создания голоса Криса стало его представление о том, как звучал бы Буффало Билл, если бы он говорил по громкой связи в McDonald’s.
Мила Кунис
Мила Кунис озвучивает Мег Гриффин. Макфарлейн пригласил Кунис на прослушивание, восхищённый её работой в сериале «Шоу 70-х». Свою героиню Кунис описывает как «козёл отпущения», и объясняет свою мысль: «К Мег часто придираются. Но это забавно. Она как средний ребенок. Она постоянно чувствует себя неловкой 14-летней девочкой, когда ты вроде как проходишь период полового созревания и всё такое прочее. Она просто постоянно подвергается унижению. И это забавно».
Майк Генри
Майк Генри озвучивал Кливленда Брауна и множество эпизодических персонажей (около 180, в т. ч.: Джон Уэйн, Человек-паук, О. Джей Симпсон). Генри является сценаристом и продюсером «Гриффинов», с первых сезонов также начал озвучивать второстепенных и эпизодических персонажей, и в 2005 году был повышен до категории «актёр основного состава». После закрытия (из-за низких рейтингов) мультсериала «Шоу Кливленда» (2009—2013) Генри также озвучивает в «Гриффинах» Ралло Таббса — приёмного сына Кливленда Брауна.

В июне 2020 года, после двадцати лет озвучивания персонажа, Майк Генри написал в Twitter, что перестаёт озвучивать Кливленда Брауна, так как он считает, что «цветных персонажей должны озвучивать цветные актёры». В сентябре того же года стало известно, что отныне Кливленда будет озвучивать актёр, музыкант и ютубер Ариф Захир. Генри продолжил работу в проекте, ныне он озвучивает лишь эпизодических персонажей.

## Постоянные актёры
В дополнение к основному актёрскому составу и приглашённым «звёздам», в «Гриффинах» регулярно появляются актёры второго плана. Некоторые из них появляются почти в каждой серии каждого сезона, в то время как другие появляются реже.
Любой столбец можно отсортировать по алфавиту / в обратном порядке (по возрастанию / убыванию), нажав на заголовок столбца.
| Актёр / актриса       | Персонаж(и) | Кол-во эпизодов (из 424) | Годы озвучивания, комментарии |
| --------------------- | --- | ------------------------ | --- |
| Гарри Джон Бенджамин  | 7 персонажей | 28                       | 2006 — н. в. |
| Джонни Бреннан        | Морт Голдман, бармен Гораций, Билл Гейтс и 3 прочих | 97                       | 2000—2023 |
| Стив Каллахан         | несколько десятков | 94                       | 2006 — н. в. Также является шоураннером и исполнительным продюсером «Гриффинов».                                                                                                |
| Дэмиен Фэйхи          | около 20 | 68                       | 2007 — н. в. Также является продюсером «Гриффинов» (2017 — н. в.) |
| Ральф Гарман          | около 100 | 255                      | 2001 — н. в. |
| Фил Ламарр            | Олли Вильямс и несколько десятков прочих | 70                       | 1999—2023 |
| Рэйчел Макфарлейн     | около 100 | 163                      | 1999 — н. в. Особенно активно работала в «Гриффинах» до 2005 года, после основное внимание стала уделять работе в мультсериале «Американский папаша!». Сестра Сета Макфарлейна. |
| Марк Хентеманн        | несколько десятков | 89                       | 2001 — н. в. Также является продюсером (2005 — н. в.; 339 эпизодов) и сценаристом (2001 — н. в.; 24 эпизода) «Гриффинов».                                                       |
| Кевин Майкл Ричардсон | Кливленд Браун-младший и несколько десятков прочих | 111                      | 1999 — н. в. |
| Крис Шеридан          | несколько десятков | 44                       | 2001—2020. Также является продюсером (1999—2022; 365 эпизодов) и сценаристом (1999—2020; 20 эпизодов) «Гриффинов».                                                              |
| Дэнни Смит            | около 300, включая: Гигантский Петух Эрни, Злая обезьяна, Авраам Линкольн | 290                      | 1999 — н. в. Также является продюсером (1999 — н. в.; 411 эпизодов) и сценаристом (1999—2023; 20 эпизодов) «Гриффинов».                                                         |
| Алек Салкин           | около 150, включая: Иисус Христос, Иуда Искариот, Супермен | 241                      | 2005 — н. в. Также является продюсером (2005 — н. в.; 304 эпизода) и сценаристом (2005—2014; 14 эпизодов) «Гриффинов».                                                          |
| Фред Таташор          | более 100, включая: Орсон Уэллс, Марк Твен, Франклин Рузвельт, Томас Эдисон, Огастин Вашингтон, Йода | 100                      | 1999—2023 |
| Джош Роберт Томпсон   | более 40, включая: Томми Ли Джонс, Кевин Джеймс, Том Селлек, Джеймс Тейлор, Эндрю Куомо, Аарон Соркин, Шон Хэннити, Патрик Суэйзи, Морган Фримен, Вилли Нельсон, Дон Имус, Деннис Куэйд, Джон Мейер, Дэнни Макбрайд, Джоуи Лоуренс, Марк Руффало, Крейг Килборн, Джастин Трюдо, Дональд Трамп, Алан Тик, Деннис Франц, Кристоф Вальц, Тед Уильямс, Скотт Байо, Стэнли Туччи, Тим Роббинс, Фонзи, Джо Байден, Азиз Ансари, Томас Эдисон | 93                       | 2011 — н. в.. |
| Дженнифер Тилли       | Бонни Суонсон | 94                       | 1999 — н. в. |
| Джон Винер            | более 300, включая: Владимир Путин, Мухаммед Али, Билл Косби, Одинокий рейнджер, Индиана Джонс, Харрисон Форд, Базз Лайтер, Генрих VIII, Усама бен Ладен, Аквамен, Генри Киссинджер, Супермен, Шон Коннери, Джеймс Бонд, Палпатин, Адольф Гитлер, Морган Фримен, Уилл Смит, Джоди Фостер, Джордж Вашингтон, Александр Грейам Белл, Лягушонок Кермит, Чак Берри, Дарт Вейдер, Сильвестр Сталлоне, Джон Траволта, Хан Соло, Дядя Сэм     | 339                      | 2005 — н. в. Также является продюсером (2009—2022; 193 эпизода) и сценаристом (2005—2018; 29 эпизодов) «Гриффинов».                                                             |
| Патрик Уорбертон      | Джо Суонсон и 3 прочих | 309                      | 1999 — н. в. |
| Гэри Коул             | около 30 | 90                       | 2000 — н. в. |
| Мэй Уитман            | около 35, включая: Тиффани Трамп, Сара Хакаби Сандерс, Лейси Шабер | 37                       | 2008—2013, 2015—2019, 2023 — н. в. |
| Сэм Эллиотт           | озвучивет сам себя; капитан Джеймс Уэст, мэр Куахога | 18                       | 2019 — н. в. |

### Бывшие постоянные актёры
В дополнение к вышеприведённому списку, следующие актёры и актрисы ранее регулярно озвучивали персонажей «Гриффинов»:
| Актёр / актриса       | Персонаж(и)                                                                                   | Кол-во эпизодов (из 424) | Годы озвучивания, комментарии |
| --------------------- | --------------------------------------------------------------------------------------------- | ------------------------ | --- |
| Лори Алан             | Дайана Симмонс, Ева Браун и 10 прочих                                                         | 63                       | 1999—2010. Покинула мультсериал в 9-м сезоне в связи с убийством её персонажа. В контексте повествования была заменена Джойс Кинни (озвучивает Кристин Лэйкин).                                           |
| Александра Брекенридж | около 70, включая: Рене Зеллвегер, девушка Бонда, Сара Джессика Паркер, Кристина Агилера      | 65                       | 2005—2018 |
| Карлос Алазраки       | мистер Уид и около 10 прочих                                                                  | 19                       | 1999—2001, 2019 — н. в. В первых сериях играл довольно заметную роль босса Питера Гриффина, но его персонаж был убит. 18 лет в проекте не участвовал, но с 2019 года озвучивает эпизодических персонажей. |
| Дрю Бэрримор          | Джиллиан Расселл (бывшая девушка Брайана Гриффина), миссис Локхарт                            | 12                       | 2005—2007, 2009—2011, 2013 |
| Бутч Хартман          | более 20                                                                                      | 8                        | 1999—2002 |
| Кэрри Фишер           | Анжела, босс Питера Гриффина                                                                  | 25                       | 2005—2008, 2010—2014, 2016—2017. Умерла в 2016 году. |
| Тара Стронг           | около 40, в т. ч. вокал Мег Гриффин                                                           | 25                       | 2000—2001, 2005—2007, 2010—2012, 2014, 2018 |
| Николь Салливан       | около 40, в т. ч. Мюриэль Голдман (персонаж убита в эпизоде And Then There Were Fewer (2010)) | 36                       | 2000—2003, 2005—2007, 2009—2010, 2012—2017, 2021—2022 |
| Лиза Уилхойт          | 9 персонажей, в т. ч. Ким Кардашьян                                                           | 20                       | 2000—2001, 2005—2012, 2017, 2020, 2022 |
| Адам Уэст             | мэр Куахога Адам Уэст и 3 прочих                                                              | 118                      | 2000—2018. Играл искажённую карикатурную версию самого себя. Умер в 2017 году. |
| Кристин Лэйкин        | Джойс Кинни и 8 прочих                                                                        | 32                       | 2009—2019 |
| Крис Кокс             | несколько десятков                                                                            | 118                      | 2000—2022 |
| Уолли Уингерт         | несколько десятков                                                                            | 44                       | 1999—2003, 2005—2007, 2009—2011, 2013—2014, 2016—2017 |
| Уэллесли Уайлд        | 8 персонажей, в т. ч. Михаил Горбачёв                                                         | 15                       | 2008—2013, 2019. Основное участие в проекте — продюсер (193 эпизода в 2005—2017 годах), также выступал сценаристом: 14 эпизодов в 2005—2019 годах.                                                        |

## Приглашённые «звёзды»
Основная статья — Список приглашённых «звёзд» мультсериала «Гриффины»
Почти в каждом эпизоде мультсериала присутствует «разовый» персонаж (на одну серию), которого озвучивает специально для этого приглашённая «звезда». Иногда одна знаменитость озвучивает двух и более персонажей (например, в эпизоде Road to Germany Грегори Джбара озвучил сразу трёх второстепенных персонажей). Иногда приглашается не одна «звезда», а сразу несколько (например, в эпизоде A Very Special Family Guy Freakin’ Christmas роли самих себя исполнили четверо участников музыкальной группы Kiss, в эпизод Not All Dogs Go to Heaven были приглашены главные актёры телесериала «Звёздный путь: Следующее поколение» — девять человек). Из примечательных случаев можно отметить следующих актёров:
| Актёр / актриса | Персонаж(и)                                                                    | Кол-во эпизодов (из 424) | Годы озвучивания, комментарии                                                                                    |
| --------------- | ------------------------------------------------------------------------------ | ------------------------ | --- |
| Норм Макдональд | озвучивал сам себя; Смерть                                                     | 3                        | 1999—2000, 2017. По основной профессии Макдональд — стендап-комик, сценарист и телеведущий.                      |
| Адам Каролла    | Смерть                                                                         | 10                       | 2000—2002, 2005—2007, 2011, 2014. По основной профессии Каролла — продюсер, сценарист, радиоведущий и подкастер. |
| Патрик Стюарт   | 9 персонажей, в т. ч. озвучивал сам себя и себя в роли капитана Жан-Люк Пикара | 16                       | 2005, 2007, 2009—2014, 2018. По основной профессии Стюарт — актёр телевидения и театра.                          |
| Скотт Граймс    | 3 персонажа                                                                    | 13                       | 2011—2015, 2018—2020                                                                                             |
| Сэна Латан      | 5 персонажей, в т. ч. Донна Таббс                                              | 32                       | 2010—2012, 2014—2020, 2022 — н. в.                                                                               |
| Эмили Осмент    | 10 персонажей                                                                  | 26                       | 2012—2017, 2019—2021. По основной профессии Осмент — певица и сочинительница песен.                              |
| Филлис Диллер   | Тельма Гриффин, мать Питера                                                    | 3                        | 2006—2007. Диллер — одна из первых женщин-комиков на телевидении.                                                |
| Чарльз Дёрнинг  | Фрэнсис Гриффин, отец Питера                                                   | 5                        | 1999, 2001, 2005, 2007, 2009                                                                                     |
| Фред Уиллард    | Дейв Кэмпбелл                                                                  | 2                        | 2002 |
| Джейн Линч      | 3 персонажа                                                                    | 4                        | 2001—2002 |
| Джеймс Вудс     | озвучивал сам себя                                                             | 8                        | 2005, 2008—2010, 2012, 2014, 2016                                                                                |

## Замена актёров
- Лейси Шабер озвучивала Мег Гриффин в первом и втором сезонах (14 эпизодов), но из-за условий контракта ни разу в титрах указана не была[15]. Шабер покинула проект из-за нехватки времени: тогда, в 1999—2000 годах, она активно снималась в телесериале «Нас пятеро», а кроме того ещё училась в старшей школе[16]. Позднее озвучила двух эпизодических персонажей в «Гриффинах» в 2012 и 2018 годах.
- Джон Крайер озвучил Кевина Суонсона в дебютном появлении этого персонажа (эпизод There’s Something About Paulie, 2000), но затем эту роль забрал себе Сет Макфарлейн. Потом Кевин несколько лет в мультсериале не появлялся, а когда вернулся, был озвучен Скоттом Граймсом. Крайер более ни в одном эпизоде никого не озвучивал.
- Файруза Балк озвучивала школьную хулиганку Конни Д’Амико в первом и втором сезонах (эпизоды Peter, Peter, Caviar Eater (1999) и Let’s Go to the Hop (2000)), но затем эта роль была передана Лизе Уилхойт[нем.].
- Наташа Мельник[англ.] озвучивала Рут Кочамер (подругу Мег Гриффин) с 2005 по 2012 годы (в пяти эпизодах), но затем эта роль была передана Эмили Осмент.
- Майк Генри двадцать лет озвучивал Кливленда Брауна, но в 2020 году отказался от этой роли, заявив, что «цветных персонажей должны озвучивать цветные актёры»[11][12]. С тех пор Кливленда озвучивает актёр, музыкант и ютубер Ариф Захир[англ.][13]; с 2021 года по настоящее время (конец 22-го сезона[англ.] — 17 апреля 2024 года) Захир озвучил этого персонажа в 42 эпизодах.

## Награды и номинации
| Год  | Актёр / Актриса | Премия                       | Категория                                       | Роль          | Результат | Примечания |
| ---- | --------------- | ---------------------------- | ----------------------------------------------- | ------------- | --------- | ---------- |
| 2000 | Сет Макфарлейн  | Прайм-таймовая премия «Эмми» | Лучшее озвучивание                              | Стьюи Гриффин | Победа    | [ 17 ]     |
| 2009 | Сет Макфарлейн  | Прайм-таймовая премия «Эмми» | Лучшее озвучивание                              | Питер Гриффин | Победа    | [ 18 ]     |
| 2006 | Сет Макфарлейн  | Энни                         | Лучшее озвучивание в анимационной телепрограмме | Стьюи Гриффин | Победа    | [ 19 ]     |
| 2007 | Мила Кунис      | Энни                         | Лучшее озвучивание в анимационной телепрограмме | Мег Гриффин   | Победа    | [ 20 ]     |